# Benjeshecke

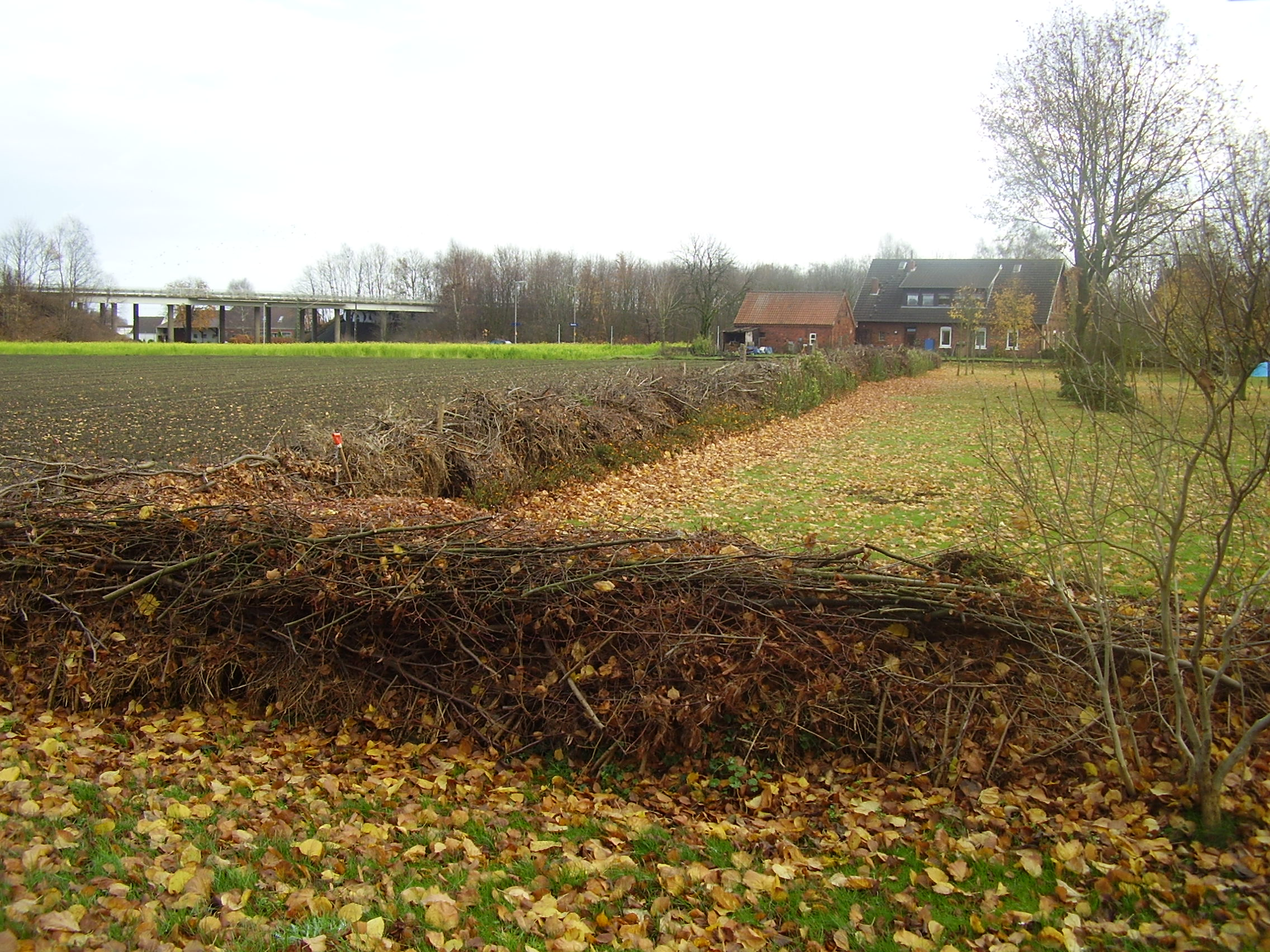
Benjeshecke bzw. Totholzhecke aus Gehölzschnitt, neu angelegt (Niedersachsen)

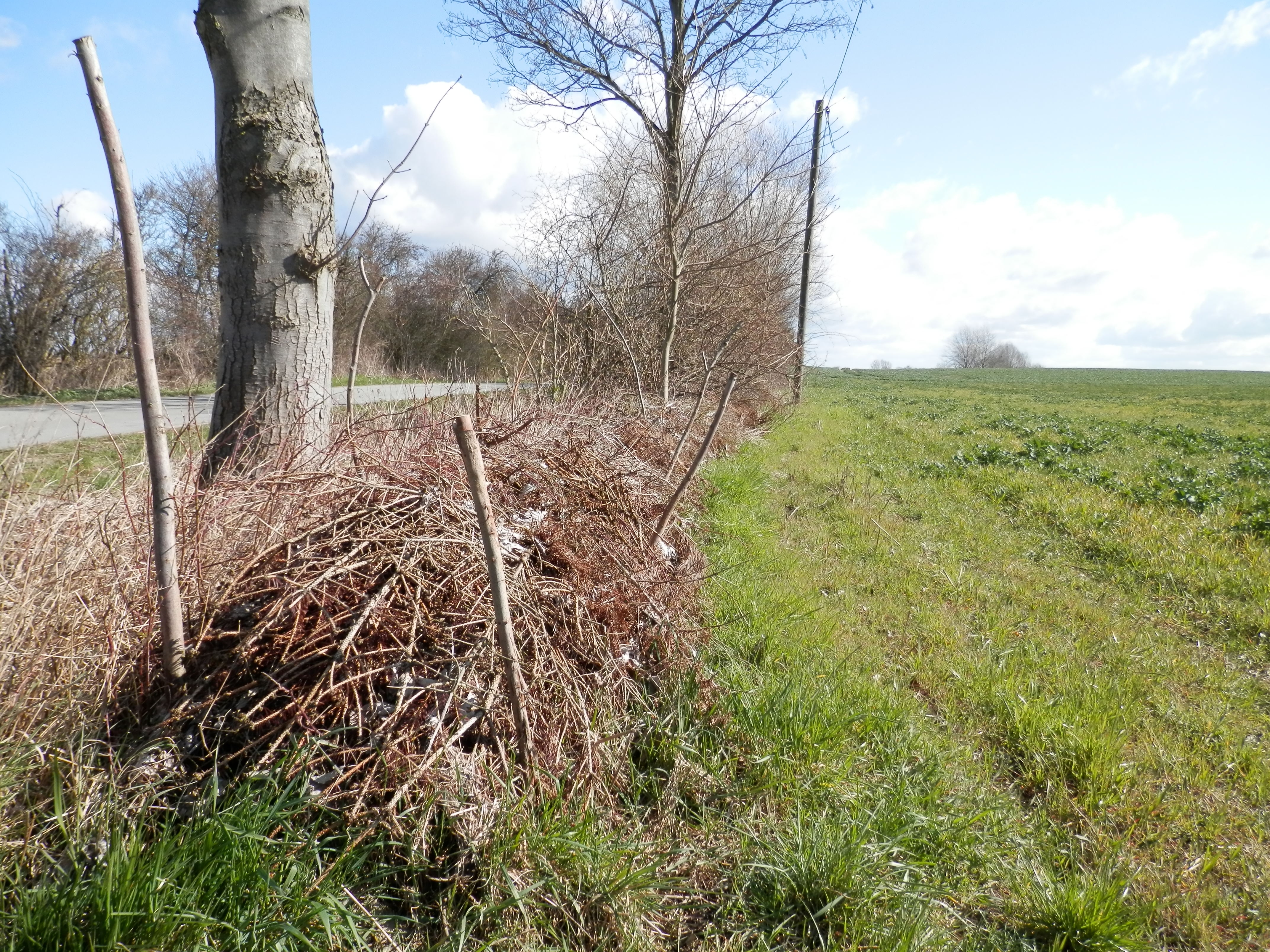
Benjeshecke aus Tannenzweigen, ein Jahr nach deren Anlage (Hundorf bei Schwerin)

Benjeshecken oder Totholzhecken sind Hecken, die durch linienhafte, lockere Ablagerungen von hauptsächlich dünnerem Gehölzschnitt, wie Ästen und Zweigen, durch Samenanflug oder Initialpflanzungen entstehen. Hermann Benjes beschrieb dieses Vorgehen Ende der 1980er Jahre. Benjeshecken bieten Vögeln und anderen Tieren Schutz und Nahrung, so dass diese mit ihrem Kot oder ihren Nahrungsdepots das Aussamen von Gehölzen beschleunigen sollen.

## Prinzip und Nutzen
Das Prinzip der Benjeshecke besteht darin, Hecken nicht durch Neuanpflanzung, sondern durch Windanflug und durch Samen aus dem Kot rastender Vögel aufbauen zu lassen. Dazu wird Gehölzschnitt (Äste, Zweige, Reisig) durcheinander, als Haufen oder in Streifen, als Wall locker gestapelt oder besser einfach abgekippt, was wiederum dem Schutz der heranwachsenden Pflanzen dient. 
Die Vorteile einer solchen Anlage bestehen zum einen in ihren günstigen Herstellungskosten, da nicht Pflanzen, sondern „Saatgut“ auf natürliche Weise bzw. autochthon eingebracht wird und Schnittholz oft als „Abfall“ vorhanden ist. Darüber hinaus bietet das locker gelagerte Totholz unmittelbar Lebensraum für zahlreiche Vogelarten (hauptsächlich Heckenbrüter), Kleinsäuger und Insekten.
Seit Anfang der 1990er Jahre propagiert man am Beispiel der Benjeshecke wieder verstärkt das Anlegen von Hecken. In Sachsen besteht die Möglichkeit, neben normalen Heckenpflanzungen auch die Anlage von Benjeshecken durch öffentliche Mittel gefördert zu bekommen.

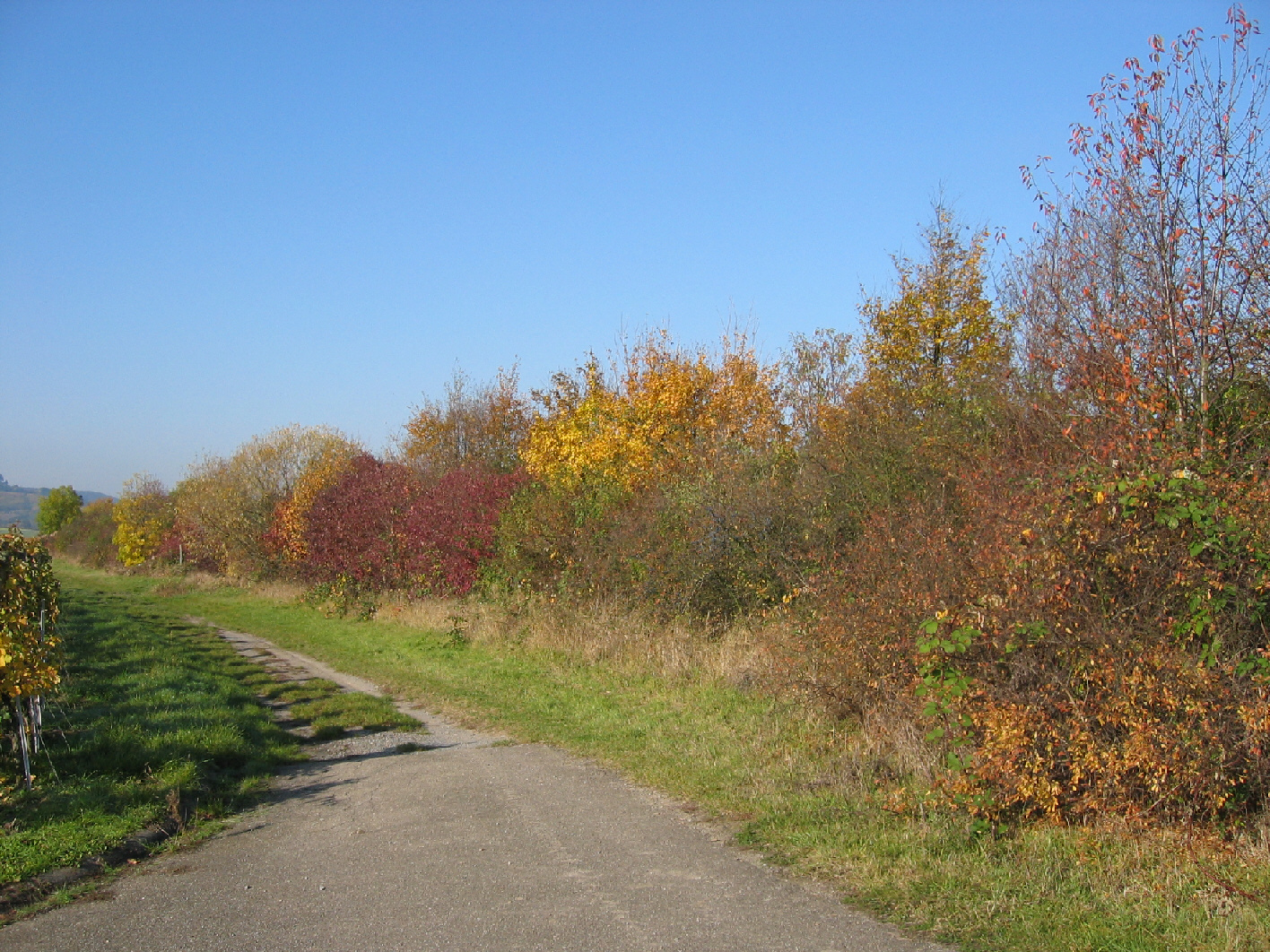
Benjeshecke, mehrere Jahre alt (Öhringen-Michelbach am Wald)

Als sinnvoll erweist sich die Benjeshecke dort, wo sie schnell und kostengünstig in weiträumig flurbereinigter, intensiv genutzter Agrarlandschaft wie Wiesen und Äckern einen Beitrag zum Biotopverbund leisten kann. Auch Kinder und Jugendliche lassen sich gut durch Bau und Beobachtung einer solchen Hecke zu Themen wie Natur- und Umweltschutz bewegen und Benjes selbst sieht es als ein Mittel der Umwelterziehung.
Die Nachteile der Benjeshecke bestehen vor allem darin, dass der Gehölzschnitt bestimmter Arten nach dem Auf-den-Stock-Setzen (Absägen von Gehölzen auf wenige Dezimeter über dem Boden) noch lange fähig ist, wieder auszuschlagen (etwa Brombeeren) und diese Arten sich bei Verwendung auch am stärksten durchsetzen und verbreitet werden. Des Weiteren ist eine Spontanvegetation nicht in jedem Fall naturnah, sondern kann auch durch fremde Organismen benachbarte Vegetation oder gar Biotope gefährden. Die Benjeshecke ist daher nicht in jeder Landschaft als Naturschutzmaßnahme sinnvoll. Insbesondere auf nährstoffreichen Böden ist es oft zu beobachten, dass bei Ablagerung von Gehölzschnitt sich nicht – oder viel zu langsam – Gehölze etablieren, sondern konkurrenzstarke Hochstauden, zumeist Brennnesseln, Pestwurz oder sogar die invasiven Goldruten-Arten, die diese Entwicklung lange verzögern können. Je nach Landschaft kommen anstelle der erwünschten beerentragenden Dornsträucher auch bevorzugt Baumarten auf, meist die windverbreiteten Vorwaldarten Birke und Salweide, häufiger auch Esche oder Bergahorn. Diese Einschränkung seines Modells wurde von Hermann Benjes in den jüngsten Auflagen seines Werks auch selbst eingeräumt. Er propagierte daher zuletzt, den Gehölzschnitt vorrangig zum Schutz und als Keimbett für die von Menschenhand gepflanzten Gehölze einzusetzen. Auf diese Weise kann das gewünschte Ergebnis ganz erheblich früher erzielt werden.